# Jeanne Chasles
Jeanne Chasles, née le 4 septembre 1869 à Paris 17e, où elle est morte le 20 mars 1939, est une danseuse française de la Belle Époque. Elle est une chorégraphe renommée de l'Opéra-Comique et une professeure de danse au Conservatoire national. Collectionneuse d'objets historiques liés à l'histoire de la danse, sa collection intègre les archives de la Bibliothèque nationale de France. En 1931, elle est décorée chevaleresse de la Légion d'honneur.

## Biographie
Jeanne Marguerite Chasles est née le 4 septembre 1869 à Paris. C'est la fille d'Émilie Élisabeth (née Dornbret) et Auguste Alfred Chasles. Elle étudie la danse auprès de Madame Mariquita et fait ses débuts à l'Opéra-Comique en 1888 en tant que petit sujet (soliste mineure). Elle est aussi danseuse à la Gaîté-Lyrique et au Théâtre de l'Odéon. En 1898, Jeanne Chasles prend la direction de l'Opéra-Comique et l'année suivante, elle occupe un des rôles principaux, en tant que soliste jusqu'en 1910.
Elle a collaboré avec d'autres artistes tels que Régina Badet, Aïda Boni, Luz Chavita, Cléo de Mérode et Stacia Napierkowska. Alors qu'elle travaille encore pour l'Opéra-Comique, elle occupe temporairement le même poste à la Gaîté-Lyrique et devient directrice de la danse à la Comédie-Française en 1909. À partir de 1916, elle enseigne la danse au Conservatoire de Paris. En 1920, elle remplace Madame Mariquita en tant que meneuse de revue à l'Opéra-Comique.
En 1910, Jeanne Chasles arrange les chorégraphies de Quo Vadis ?, basé sur la nouvelle du même nom à la Gaîté-Lyrique. Trois ans plus tard, elle chorégraphie l'opéra Pénélope de Gabriel Fauré pour le Théâtre des Champs-Élysées. En 1913, elle travaille sur un ballet basé sur Le Sicilien de Molière pour Jacques Rouché au Théâtre des Arts.
La chorégraphie de Jeanne Chasles est unique car elle incorpore des éléments historiques venant de sa collection privée de gravures et de documents sur la danse. En 1923, elle arrange une production pour un évènement de charité basé sur une représentation de la Renaissance, sur une musique du XVe siècle de Charles Lévadé. En 1925, elle prépare une reconstitution des Indes galantes de Jean-Philippe Rameau, au cours de sa dernière année en tant que chorégraphe pour l'Opéra-Comique,.
En 1931, elle est décorée chevaleresse de l'Ordre national de la Légion d'honneur.
Jeanne Chasles meurt le 20 mars 1939 à Paris. Après sa mort, sa collection de gravures et documents sur l'histoire de la danse qu'elle a accumulés sont donnés à la Bibliothèque nationale de France.